# Clazziquai
Clazziquai (Coreano: 클래지콰이), também conhecido como Clazziquai Project, é uma banda experimental sul-coreana que combina diversos gêneros incluindo música eletrônica, acid jazz e house. O primeiro álbum não-oficial do grupo foi lançado digitalmente em 2001, sendo divulgado por aqueles que gostavam das músicas. Eles permaneceram underground até o lançamento de seu primeiro álbum, Instant Pig, em 2004. Desde então, sua música tem sido usada em várias propagandas, programas de TV e filmes, e eles puderam se apresentar em vários eventos.
Clazziquai é conhecido por suas canções "Be My Love" e "She Is", que apareceram no drama coreano My Lovely Samsoon, esta última tendo virado a música tema do programa. O grupo ganhou um prêmio no MNET KM Music Video Festival por "Melhor trilha sonora" e também foi o grupo com mais nominações no Korean Popular Music Awards II, ganhando "Artista do Ano" e "Melhor Pop". Eles contribuíram em trabalhos para os artistas japoneses Fantastic Plastic Machine e M-Flo.

## Discografia

### Álbuns de estúdio
| Ano  | Detalhes | Lista de faixas |
| ---- | --- | --- |
| 2004 | Instant Pig - Lançado na Coreia do Sul, Japão e Taiwan - Lançamento: 14 de Maio de 2004 - Língua: Coreano e Inglês         | 01. You Never Know 02. 내게로 와 03. Futuristic 04. After Love 05. Novabossa 06. Sweety 07. Stepping Out 08. Tattoo 09. I Will Never Cry 10. Gentle Rain 11. After Love II 12. Flower 13. Play Girl 14. My Life 15. Cat Bossa |
| 2005 | Color Your Soul - Lançado na Coreia do Sul, Japão e Taiwan - Lançamento: 22 de Setembro de 2005 - Língua: Coreano e Inglês | 01. Beautiful Woman 02. Salesman 03. Fill This Night 04. Cry Out Loud 05. I Will Give You Everything 06. Come Alive 07. 날짜 변경선 08. Be My Love (English Ver.-House Remix) 09. 춤 10. Color Your Soul 11. Speechless 12. Sunshine 13. Steps Ahead 14. 다시.. 15. Be My Love (Original Mix-Bonus Track) |
| 2007 | Love Child of the Century - Lançado na Coreia do Sul e Japão - Lançamento: 7 de Junho de 2007                              | 01. Prayers 02. Lover Boy 03. 생의 한가운데 04. Session 1 - All Hail 05. Gentle Giant 06. Last Tango 07. 피에스타 08. Next Love 09. Romeo N Juliet 10. Flower Children 11. Session 2 : Confession 12. 금요일의 Blues 13. Glory 14. 빛 |
| 2008 | Beat in Love - Lançado somente no Japão - Lançamento: 13 de Agosto de 2008 - Língua: Japonês e Inglês                      | 01. フリーダム 02. アイコニック・ラブ 03. ビート・イン・ラブ 04. フィエスタ（イングリッシュ・バージョン） 05. アワー・リヴス（ＦＰＭ・ハイパー・ソサイアティー・ミックス） 06. ユー 07. ホワイ 08. フィエスタ（ダイシ・ダンス・リミックス−イングリッシュ・バージョン） 09. ビート・イン・ラブ（ヤスタカ・ナカタ（カプセル）リミックス） 10. プレイヤーズ（シンイチ・オオサワ・リミックス） 11. ネクスト・ラブ（ＤＪカイップ・リミックス） 12. ロボティカ 13. フィル・ディス・ナイト（パラドックス・リミックス−イングリッシュ・バージョン） 14. ビューティフル・ストレンジャー |
| 2009 | Mucho Musica - Lançado no Japão e Taiwan - Lançamento: 1° de Julho de 2009 - Língua: Japonês e Inglês                      | 01. Kiss Kiss Kiss 02. Love Again 03. Tell Yourself - Original Mix - 04. Spinning the World 05. The Road 06. Affection 07. Take A Walk 08. Back In Time 09. Chocolate Truffles 10. The World of Oz 11. Back to Mind 12. Flea |
| 2009 | Mucho Punk - Lançado na Coreia do Sul e Taiwan - Lançamento: 14 de Julho de 2009                                           | 01. 초콜릿 트러플 02. Kiss Kiss Kiss 03. Love Again 04. 사랑끝에 05. Tell Yourself 06. Back in Time 07. Lazy Sunday Morning 08. Take a Walk 09. The Road 10. Spinning the World 11. 라푼젤 12. World of OZ |
| 2013 | Blessed - Lançado na Coreia do Sul e Taiwan - Lançamento: 5 de Fevereiro de 2013                                           | 01. Blessed 02. Sweetest Name 03. 러브 레시피 04. 그녀는 위대해 05. 함께라면 (feat. 김진표) 06. Love Right 07. 꽃잎 같은 먼지가 08. Brown Gold Eyes 09. Like a Diamond 10. 사랑도 간다 11. 여전히 |
| 2014 | Blink - Lançamento: 18 de Setembro de 2014                                                                                 | 01. Still I'm by Your Side 02. Madly 03. Crave You 04. Android 05. Maybe Baby 06. Love Satellite 07. Come on and Go with Me 08. Life etc. 09. Call Me Back (feat. Baechigi) 10. Think About You 11. Sweety (from 1st Album 'Instant Pig') 12. Hold Your Tears (from 2nd Album 'Color Your Soul') 13. ROMEO n JULIET (from 3rd Album ‘Love Child of the Century’) 14. Tell Yourself (from 4th Album ‘Mucho Punk’) |

### Álbuns de remix
| Ano  | Detalhes                                                                     | Lista de faixas |
| ---- | ---------------------------------------------------------------------------- | --- |
| 2004 | Zbam - Lançado na Coreia do Sul - Lançamento: 25 de Novembro de 2004         | 01. Oh yes - drum non remix 02. Futuristic - house remix 03. come to me - mellotron remix 04. She loves you 05. Stepping out - step remix 06. You never know - soft remix 07. Snatcher 08. Coming at me to disco - rocking remix 09. After Love - female version 10. Skyscraper 11. come to me - mallotron remix (radio edit) |
| 2006 | Pinch Your Soul - Lançado na Coreia do Sul - Lançamento: 17 de Março de 2006 | 01. Color your soul (pinch your remix) 02. Love mode feat. Tablo 03. Date line-날짜변경선 (bon voyage remix) 04. Fill this night (paradox remix) 05. Come alive (distort remix) 06. I'll give you everything (buoyant remix) feat. J & Bobby Kim 07. Speechless (vanilla soul remix) 08. Cry out loud (black sunshine remix) 09. Sweety (cosmo remix) 10. Chi Chi (original remix) 11. 이별 (2005 국악축전기념)                                               |
| 2008 | Robotica - Lançado na Coreia do Sul - Lançamento: 18 de Abril de 2008        | 01. Freedom 02. Iconic Love 03. Robotica 04. You 05. Why 06. Beautiful Stranger 07. Love mode feat. VERBAL (m-flo) (hwa remix) 08. Prayers (Shinichi Osawa remix) / Shinichi Osawa (Mondo Grosso) 09. Our Lives (FPM Hyper Society mix) / Fantastic Plastic Machine 10. Fiesta (DAISHI DANCE remix) / DAISHI DANCE 11. Lover boy (As Pap As Pop mix) / Han from W 12. Next Love (DJ Kayip remix) / Kayip 13. Love mode feat. PE’Z & VERBAL (m-flo) (pzq mode) |
| 2009 | Mucho Mix - Lançado no Japão e em Taiwan - Lançamento: 1 de Julho de 2009    | 01. Love Again (RAM RIDER REMIX) 02. Kiss Kiss Kiss (Yasutaka Nakata (capsule) remix) 03. The Road (sugiurumn remix) 04. Spinning The World (Voice remix) 05. Back in Time (Cloud remix) 06. Tell Yourself (DAISHI DANCE Remix - English Version) 07. Affection (4Step 4Ward mix -HAN(W))) 08. Flea (Jojal Remix -Audition grandprix-) 09. Chocolate Truffle (Unplugged Ver.) 10. Lazy Sunday Morning feat. JOANNA                                            |
| 2009 | Mucho Beat - Lançado na Coreia do Sul - Lançamento: 28 de Outubro de 2009    | 01. 핑 02. lalala 03. 집착 04. Spinning the World / Voice remix 05. Tell Yourself / DAISHI DANCE Remix -ENGLISH Ver. 06. 초콜릿 트러플 / Unplugged ver. 07. Love Again / RAM RIDER REMIX 08. Kiss Kiss Kiss / Yasutaka Nakata (capsule) remix 09. 집착 / 4Step 4Ward mix - HAN (W) 10. Back in Time / Cloud Remix 11. Flea / Jojal Remix -Audition Grandprix- 12. The Road / sugiurumn remix                                                                  |

### EPs
- Instant Pig EP (2005)
- Beat in Love EP (2008)
- Metrotronics EP (2008)(junto do jogo DJMAX Portable Clazziquai Edition)